# العلاقات الساموية السورينامية
العلاقات الساموية السورينامية هي العلاقات الثنائية التي تجمع بين ساموا وسورينام.

## مقارنة بين البلدين
هذه مقارنة عامة ومرجعية للدولتين:
| وجه المقارنة                                              | ساموا                        | سورينام                        |
| --------------------------------------------------------- | ---------------------------- | ------------------------------ |
| المساحة (كم2)                                             | 2.84 ألف                     | 163.27 ألف                     |
| عدد السكان (نسمة)                                         | 196.44 ألف                   | 563.40 ألف                     |
| الكثافة السكانية (ن./كم²)                                 | 69.17                        | 3.45                           |
| العاصمة                                                   | أبيا                         | باراماريبو                     |
| اللغة الرسمية                                             | لغة إنجليزية، اللغة الساموية | اللغة الهولندية                |
| العملة                                                    | تالا ساموي                   | دولار سورينامي، غيلدر سورينامي |
| الناتج المحلي الإجمالي (بليون دولار)                      | 856.63 مليون                 | 3.32 مليار                     |
| الناتج المحلي الإجمالي (تعادل القوة الشرائية) بليون دولار | 1.15 مليار                   | 9.07 مليار                     |
| الناتج المحلي الإجمالي الاسمي للفرد دولار أمريكي          | 3.94 ألف                     | 9.48 ألف                       |
| الناتج المحلي الإجمالي للفرد دولار أمريكي                 | 5.79 ألف                     | 16.64 ألف                      |
| مؤشر التنمية البشرية                                      | 0.702                        | 0.714                          |
| رمز المكالمات الدولي                                      | +685                         | +597                           |
| رمز الإنترنت                                              | .ws                          | .sr                            |
| المنطقة الزمنية                                           | ت ع م+13:00                  | 00                             |

## منظمات دولية مشتركة
يشترك البلدان في عضوية مجموعة من المنظمات الدولية، منها:
| علم المنظمة | اسم المنظمة                                 | تاريخ انضمام ساموا | تاريخ انضمام سورينام |
| ----------- | ------------------------------------------- | ------------------ | -------------------- |
|             | يونسكو                                      | 3 أبريل 1981       | 16 يوليو 1976        |
|             | وكالة ضمان الاستثمار متعدد الأطراف          | 27 سبتمبر 2002     | 2 يوليو 2003         |
|             | الأمم المتحدة                               | 15 ديسمبر 1976     | 4 ديسمبر 1975        |
|             | مجموعة دول أفريقيا والكاريبي والمحيط الهادئ | ?                  | ?                    |
|             | الاتحاد البريدي العالمي                     | ?                  | ?                    |
|             | البنك الدولي للإنشاء والتعمير               | 28 يونيو 1974      | 27 يونيو 1978        |
|             | الاتحاد الدولي للاتصالات                    | 7 أكتوبر 1988      | 15 يوليو 1976        |
|             | منظمة حظر الأسلحة الكيميائية                | ?                  | ?                    |
|             | مؤسسة التمويل الدولية                       | 28 يونيو 1974      | 1 سبتمبر 2011        |
|             | منظمة التجارة العالمية                      | ?                  | ?                    |
|             | تحالف الدول الجزرية الصغيرة                 | ?                  | ?                    |
|             | منظمة الشرطة الجنائية الدولية               | ?                  | ?                    |

## وصلات خارجية
- موقع وزارة الخارجية السورينامية